# Морски бозайник
Морските бозайници са животни от клас Бозайници, които обитават и се изхранват в морските екосистеми. Групата включва разнородни животни, като тюлени, китове, сирени, морски видри и бели мечки. Тя е неформална група, обединена само от начина си на живот в морска среда, а не представляват систематичен таксон с общ предшественик.
Адаптацията на морските бозайници към водния живот варира в широки граници между различните видови. Китовете и сирените живеят изцяло във водата и не излизат целенасочено на сушата. Тюлените водят полуводен живот – през повечето време са във водата, но трябва да излизат на сушата за важни дейности, като размножаване и линеене. И обратното – морските видри и белите мечки са адаптирани към водния живот в значително по-малка степен. В диетата на морските бозайници също има значителни различия – някои се хранят със зоопланктон, други с риба, морски мекотели или водорасли, а някои и с други бозайници. Макар броят на морските бозайници да е малък, сравнен с живеещите на сушата, те играят голяма роля в различни екосистеми, особено в поддръжката на морските екосистеми чрез регулация на популациите на видовете, използвани за храна. По тази причина опазването им е от особено значение, а в същото време 23% от видовете морски бозайници са застрашени.
Традиционно морските бозайници се ловят от хората за храна и други ресурси. Много от тях, като китовете и тюлените, стават обект и на промишлен улов, което води до рязко намаляване на популациите им, а видове, като стелеровата морска крава, морската норка, японският морски лъв и карибският тюлен монах, напълно изчезват. С прекратяването на промишления улов някои видове, като сивият кит и северният морски слон, възстановяват числеността си, докато други, като бискайският кит, остават критично застрашени. Освен при целенасочения улов морските бозайници стават жертва и като страничен улов в риболова, като попадат в мрежи за риба и се удавят или умират от глад. Засиленият океански трафик води до сблъсъци между бързи кораби и едри морски бозайници. Унищожаването на местообитания също е заплаха за тях и възможностите им да откриват и улавят храната си. Например шумовото замърсяване може да пречи на използването на ехолокация, а глобалното затопляне силно променя средата в полярните области.

## Таксономия

### Класификация на съвременните видове
Таксономична схема на морските бозайници (означени с удебелен шрифт)
- Mammalia (Бозайници)
  - Afrotheria
    - Hyracoidea (Дамани)
    - Tethytheria
      - Proboscidea (Хоботни)
      - Sirenia (Сирени)
        - Dugongidae (Дюгонови)
        - Trichechidae
          - Trichechus inunguis (Амазонски ламантин)
          - Trichechus manatus (Карибски ламантин)
          - Trichechus senegalensis (Африкански ламантин)

  - Laurasiatheria
    - Eulipotyphla (Насекомоядни)
    - Scrotifera
      - Chiroptera (Прилепи)
      - Ferungulata
        - Euungulata
          - Artiodactyla (Чифтокопитни)
            - Artiofabula
              - Cetruminantia
                - Ruminantia (Преживни)
                - Whippomorpha
                  - Cetacea (Китоподобни)
                    - Mysticeti (Беззъби китове)
                    - Odontoceti (Зъбати китове)
                      - Delphinoidea
                      - Inioidea
                      - Physeteroidea
                      - Platanistoidea
                      - Ziphioidea (Клюномуцунести китове)

                  - Hippopotamidae (Хипопотамови)

              - Suina

            - Tylopoda (Мазолестоноги)

          - Perissodactyla (Нечифтокопитни)

        - Ferae
          - Carnivora (Хищници)
            - Caniformia (Кучеподобни)
              - Arctoidea
                - Mustelida
                  - Musteloidea
                    - Ailuridae (Червени панди)
                    - Mephitidae (Скунксови)
                    - Mustelidae (Порови)
                      - Guloninae
                      - Helictidinae (Медни язовци)
                      - Ictonychinae
                      - Lutrinae
                        - Aonyx
                        - Enhydra (Морски видри)
                        - Lontra
                          - Lontra canadensis (Канадска видра)
                          - Lontra felina (Котешка видра)
                          - Lontra longicaudis (Дългоопашата видра)
                          - Lontra provocax (Южна видра)

                        - Lutra
                        - Hydrictis (Петнистогърли видри)
                        - Lutrogale
                        - Pteronura (Гигантски видри)

                      - Melinae
                      - Mellivorinae
                      - Mustelinae
                      - Taxidiinae (Американски язовци)

                    - Procyonidae (Енотови)

                  - Pinnipedia (Перконоги)

                - Ursoidea
                  - Ailuropodinae
                  - Tremarctinae
                  - Ursinae
                    - Helarctos (Малайски мечки)
                    - Melursus (Бърнести мечки)
                    - Ursus (Мечки)
                      - Ursus arctos (Кафява мечка)
                      - Ursus americanus (Американска черна мечка)
                      - Ursus maritimus (Бяла мечка)
                      - Ursus thibetanus (Хималайска мечка)

              - Canidae (Кучеви)

            - Feliformia (Коткоподобни)

          - Pholidota (Панголини)

Терминът „морски бозайници“ обхваща всички бозайници, чието оцеляване зависи изцяло или почти изцяло от морето и които са развили някои адаптации към водния начин на живот. Извън тази група, някои други бозайници също имат значителна зависимост от морето, без да са анатомично специализирани. Тази група е наричана квазиморски бозайници и включва големия булдогов прилеп (Noctilio leporinus), рибоядния прилеп (Myotis vivesi), полярната лисица (Vulpes lagopus), която често се храни с остатъци от плячката на белите мечки, крайбрежните популации на вълка (Canis lupus), които ядат главно сьомга и морска мърша, севернороналдсийската овца, която обикновено се храни с водорасли, обикновената видра (Lutra lutra), която обикновено е сладководна, но понякога живее по морските брегове, и други.

### Еволюция
Морските бозайници образуват разнородна група от 129 вида, разчитащи на морето за своето съществуване. Те са неформална група, обединена само от зависимостта им от морската среда. Въпреки разнообразието в анатомията между различните групи животни, основна движеща сила на тяхната еволюция е подобряването на ефективността на храненето. Степента на зависимост от морската среда варира значително между видовете. Например делфините и китовете са напълно зависими от морската среда през всички етапи от живота си, тюлените се хранят в морето, но се размножават на сушата, а белите мечки винаги се хранят на сушата.
Китоподобните (Cetacea) преминават към воден начин на живот преди около 50 милиона години. Въз основа на молекулярни и морфологични изследвания, в генетично и морфологично отношение те попадат твърдо в групата на Чифтокопитните (Artiodactyla), която понякога е наричана и Cetartiodactyla (терминът е получен чрез сливане на номенклатурните наименования на двата разреда – Cetacea и Artiodactyla). Най-близките съвременни родственици на китовете и делфините са хипопотамите.
Сирените, наричани също морски крави, стават водни животни преди около 40 милиона години. Първите фосилни следи от тях са от ранния еоцен, а към края на еоцена те вече имат значителна диверсификация. Обитатели на реки, устия и крайбрежни морски води, те бързо се разпространяват. Най-примитивните форми на морски крави – †Prorastomus – са открити в Ямайка за разлика от другите морски бозайници, като китоподобните, които произлизат от Стария свят. Най-ранните четирикраки сирени са †Pezosiren от ранния среден еоцен. Ранните форми от семейства †Prorastomidae и †Protosirenidae, които се срещат до края на еоцена, са с размерите на прасе, четирикраки и живеещи и във водата, и на сушата. Първите Дюгонови се появяват в средния еоцен, като по това време морските крави вече водят изцяло воден начин на живот.
Перконогите се отделят от останалите кучеподобни през еоцена, преди 50 милиона години. Еволюционната им връзка със сухоземните бозайници остава неясна до откриването през 2007 година на †Puijila darwini в отложения от ранния миоцен. Подобно на съвременните видри, †Puijila имат дълга опашка, къси крайници и ципести лапи вместо перки. Еволюционните линии на ушатите тюлени и моржовете се отделят преди почти 28 милиона години. Същинските тюлени са известни от поне 15 милиона години, а според молекулните данни техните подсемейства Monachinae и Phocinae се разделят преди 22 милиона години.

## Екология
Степента на адаптиране на морските бозайници към живота във водата варира в широки граници:
- китоподобните и сирените са изцяло водни животни и не могат да напускат морето;
- перконогите са полуводни – те прекарват повечето време във водата, но трябва да излизат на сушата за важни дейности, като размножаване и линеене;
- морските видри и белите мечки са по-слабо адаптирани към воден начин на живот, те влизат в морето основно, за да си набавят храна.

Храната на морските бозайници е много разнообразна – някои се хранят със зоопланктон, други могат да ядат риба, мекотели, миди, водорасли, а някои видове, като бялата мечка, се хранят и с други бозайници.
Макар броят на морските бозайници да е малък в сравнение с живеещите на сушата, те играят важна роля в различни екосистеми, особено при поддръжката на морските екосистеми чрез регулация на популациите на видове, с които се хранят. Значението им за тези екосистеми ги прави важни за опазването на околната среда, особено защото 23% от видовете морски бозайници са застрашени.

## Разпространение
Морските бозайници не са разпределени равномерно в световния океан. Отдавна е известно, че различните видове предпочитат води с определена соленост, дълбочина, температура и други характеристики. Един от основните фактори, който определя съдържанието на хранителни вещества, а оттам и разпространението на морските бозайници, е наличието на океански течения. Водите с висока степен на смесване като цяло са по-продуктивни от спокойните води и тези с по-ниска степен на смесване.
Пагофилните бозайници зависят от наличието и разпространението на океанския лед.
В Черно море се срещат три вида китоподобни бозайници – обикновен делфин, афала и морска свиня (муткур), представени от характерни подвидове. Поради полузатворения и изолиран характер на морето, те са еволюирали като ендемити:
- черноморски обикновен делфин (Delphinus delphis ponticus);
- черноморска афала (Tursiops truncatus ponticus) и
- реликтен муткур (Phocoena phocoena relicta).

И трите подвида са в категорията на застрашените видове в Черно море, внесени в списъка на Международния съюз за защита на природата (IUCN).

## Исторически сведения
Първото известно наблюдение на морски бозайник е от 400 г. пр.н.е., когато Аристотел описва, че делфините раждат малки, които се хранят с мляко от майката. През Средновековието наблюденията и откъслечните знания за морските бозайници съществуват редом с митовете и суеверията. Така например в Historia Animalium (1551 – 1558) от Конрад Геснер, носорогът и тюлените са описани и илюстрирани, редом с еднорога. Романът „Моби Дик“ (1851) от Херман Мелвил съчетава подробни природонаучни наблюдения с упорити заблуди, като тази, че „китът е риба“.
Съвременните научни знания и изследвания на морските бозайници, съчетават различни аспекти на генетиката, териологията, етологията, екологията, океанографията и други научни дисциплини.

## Опазване
Първоначално морските бозайници са обект на лов за храна и други ресурси. Някои видове, най-вече китове и тюлени, се превръщат в цел за промишлен улов, което предизвиква рязко намаляване на популациите им. Промишленият улов довежда до пълното измиране на стелеровата морска крава, морската норка, японския морски лъв и карибския тюлен монах. След прекратяването на промишления улов някои видове, като сивият кит и северният морски слон, възстановяват числеността си, докато други, като бискайският кит, остават силно застрашени.
Освен при целенасочения улов, морски бозайници умират и в резултат на риболова на други видове, попадайки в мрежи, от които не могат да избягат, при което се удавят или умират от глад. Интензивният морски трафик предизвиква сблъсъци между океански кораби и едри морски бозайници. Унищожаването на местообитанията също заплашва морските бозайници и техните възможности да намират и улавят храната си. Шумовото замърсяване пречи на животните, които използват ехолокация, а глобалното затопляне застрашава техните хабитати в полярните области.
Делфините, обитаващи Черно море, са включени в редица природозащитни документи – Конвенцията за мигриращите видове (СМS), Споразумението за опазване на китоподобните в Черно море, Средиземно море и съседната акватория на Атлантическия океан (ACCOBAMS), Директивата за местообитанията на Европейския съюз и други. България изпълнява национален план за опазване на китоподобните в Черно море.

### Лов на китове
Ловът на китове е улов на китоподобни, с търговска или научна цел. Основната цел на промишления лов е добивът на китова мас и месо от кит за консумация. През 2019 г., след 30-годишно прекъсване, Япония издава разрешение за промишлен улов на 52 малки ивичести кита, 150 ивичести кита на Брюде и 25 сейвала – общо 227 морски бозайника.

## Наблюдение
Наблюдението на морски бозайници е човешка дейност, свързана с откриването им в техните естествени хабитати. Наблюденията се извършват с научна, образователна и/или развлекателна цел. Модерните научни и други наблюдения започват да се развиват след средата на 1940-те години, когато студенти от океанографския институт „Скрипс“ (Scripps Institution of Oceanography) излизат да наблюдават сив кит.